# Dialysis fasciventris
Dialysis fasciventris är en tvåvingeart som först beskrevs av Friedrich Hermann Loew 1874.  Dialysis fasciventris ingår i släktet Dialysis och familjen vedflugor. Inga underarter finns listade i Catalogue of Life.